# Loi Lainé
La Loi Lainé du 5 février 1817 est une loi électorale française de la période dite de la Restauration française.
La Loi Lainé prévoit un renouvellement de la Chambre des députés par cinquième chaque année (ce qui était prévu par la Charte de 1814, mais avait été modifié par une loi électorale postérieure). De plus, elle abandonne le suffrage à deux degrés (assemblées primaires qui nomme les électeurs proprement dits, lesquels sont chargés de l'élection des députés), pour introduire un suffrage direct au moyen d'un collège unique d'électeurs réuni au chef-lieu du département. Enfin, elle met en place des conditions pour être électeur (avoir au moins 30 ans et posséder au moins 300 francs d'impôts direct) et également pour se faire élire (avoir au moins 40 ans et posséder au moins 1000 francs d'impôts direct). Cela permet alors d'écarter les représentants des tendances ultras et de favoriser l'élection d'une bourgeoisie libérale urbaine.
La Loi Lainé est reformée avec la loi du double vote en juillet 1820.